# Washingtonplatz

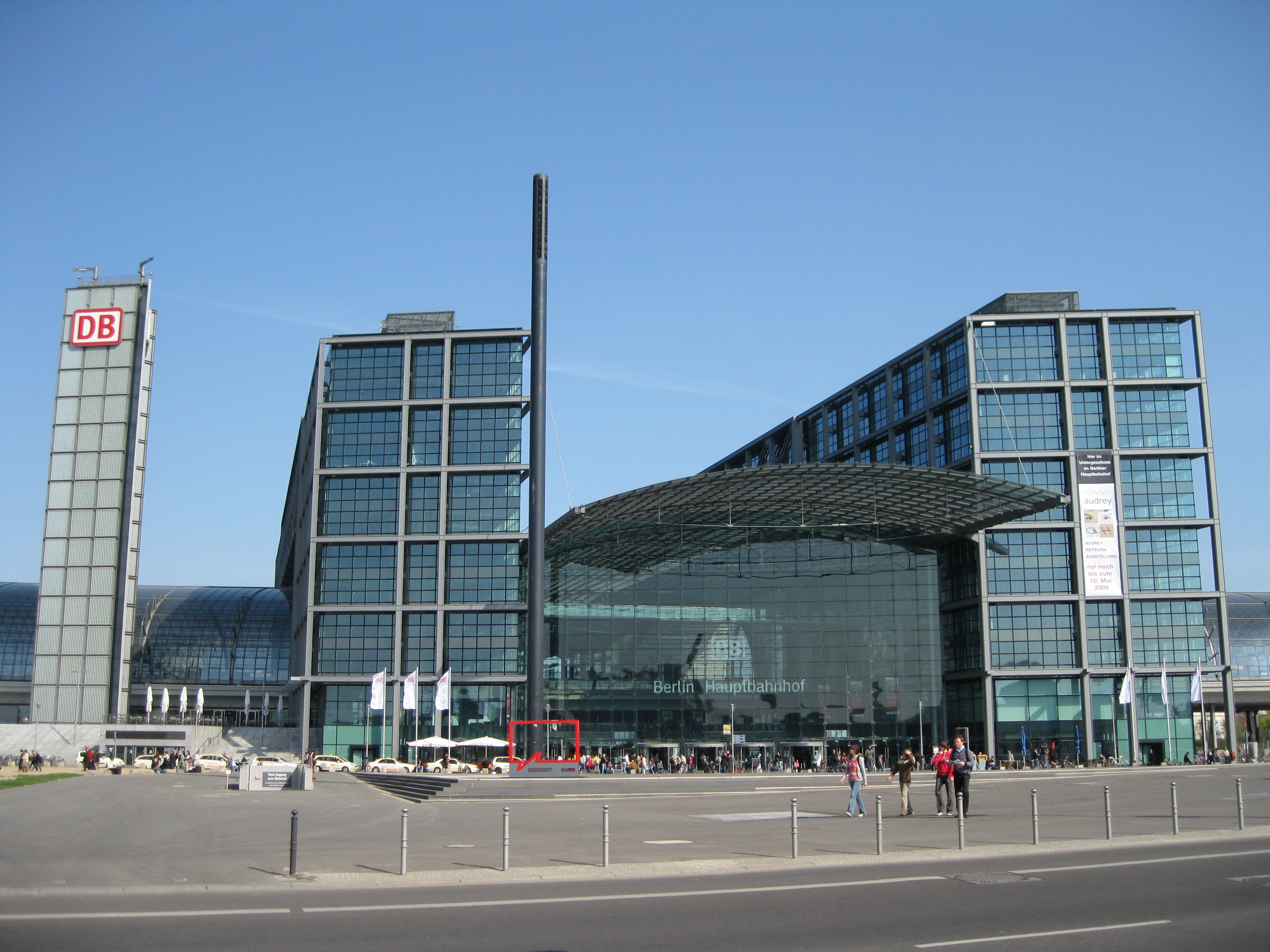
Washingtonplatz vor dem endgültigen Ausbau, 2009

Der Washingtonplatz ist ein Platz in Berlin. Er liegt im Ortsteil Moabit (Bezirk Mitte) am östlichen Rand des ULAP-Geländes und wurde im Zuge des Neubaus des Berliner Hauptbahnhofes südlich davon wieder angelegt. Seine Fläche beträgt rund 18.000 m². Bereits 1932 wurde der Bahnhofsvorplatz des Lehrter Bahnhofs nach George Washington benannt.
Der Platz wird vom Bahnhofsgebäude im Norden, von der Ella-Trebe-Straße im Westen, von der Rahel-Hirsch-Straße und der Spree im Süden und vom Friedrich-List-Ufer und dem Humboldthafen im Osten eingerahmt. Direkt unter ihm verlaufen der neu geschaffene Tunnel Tiergarten Spreebogen (TTS) der Bundesstraße 96, der Tunnel Nord-Süd-Fernbahn der Eisenbahn, sowie der Tunnel für die U-Bahn-Linie U5, der im Jahr 2008 mit Pendelverkehr zwischen Hauptbahnhof und Brandenburger Tor als U55 in Betrieb genommen wurde.
Im Zuge der Neugestaltung des Lehrter Stadtquartiers dominiert den Platz seit 2020 der cube berlin, ein kubusförmiger Bau. Als erstes Gebäude am Rand des Platzes wurde im Oktober 2009 ein Low-Budget-Hotel eröffnet.
Nachdem die Oberfläche des Platzes zur Bahnhofseröffnung im Mai 2006 mittels Asphalt provisorisch hergestellt wurde, begann im November 2010 der endgültige Ausbau. Basis war das Ergebnis eines freiraumplanerischen Wettbewerbs aus dem Jahr 1999. Vor dem Eingangsbereich des Bahnhofs befindet sich eine erhöhte Plattform aus unterschiedlich langen rechteckigen Granitplatten. Die Freifläche wurde in Anlehnung an traditionelle Berliner Gehwege mit Kleinsteinpflaster und Platten in verschiedenen Abmessungen aus schlesischem Granit sowie mit Bänken aus Naturstein gestaltet. An der Ella-Trebe-Straße wurde ein Baumhain bestehend aus drei Grüninseln angelegt, der nördliche Teil ist mit elf japanischen Schnurbäumen bepflanzt. Die Arbeiten konnten im April 2012 beendet werden, die Kosten beliefen sich auf rund 2,8 Millionen Euro.
Seit Anfang 2015 können Berliner und Berlin-Besucher einen interaktiven Buddy Bären auf dem Washingtonplatz bestaunen. Er leuchtet und wechselt die Farbe, sobald man ihn umarmt.
Nördlich des Hauptbahnhofs wurde der Europaplatz neu geschaffen.
Am 21. April 2021 wurde im Rahmen der Sendung Joko & Klaas LIVE eine Statue des Moderators Klaas Heufer-Umlauf auf dem Washingtonplatz enthüllt, organisiert durch seinen langjährigen TV-Partner Joko Winterscheidt. Die Statue befand sich bis Ende September 2021 am Washingtonplatz.